# Grigori Kromanov
Grigori Kromanov, né le 8 mars 1926 à Tallinn et mort 18 juillet 1984 à Lääne-Virumaa, est un réalisateur estonien.

## Biographie
Kromanov est diplômé de la faculté d'art dramatique de l'Académie russe des arts du théâtre en 1953. Il travaille à l'Eesti Televisioon depuis 1956.
Il est inhumé au cimetière Pärnamäe kalmistu de Tallinn.

## Filmographie
- 1964 : Le Nouvel Impur venu des enfers (en russe : Новый нечистый из преисподней) co-réalisé avec Iouri Iokhanovitch Miouïr (ru)
- 1966 : Qu'est-il arrivé à Andrés Lapeteus? (ru)
- 1969 : La Dernière Relique (Viimne reliikvia)
- 1975 : Des diamants pour la dictature du prolétariat (Бриллианты для диктатуры пролетариата)
- 1979 : L'Auberge de l'alpiniste mort ("Hukkunud Alpinisti" hotell)